# 氣旋塞羅哈
強烈熱帶氣旋塞羅哈（英語：Severe Tropical Cyclone Seroja）是2020－2021年澳洲地区熱帶氣旋季的第7場熱帶氣旋和第3場強熱帶氣旋，塞羅哈為印度尼西亞南部和東帝汶的部分地區帶來歷史性的洪水和山體滑坡，及後於西澳大利亞州的中西部地區登陸，成為自1999年氣旋艾琳以來的第一個登陸該地區的熱帶氣旋。

## 氣象歷史
3月31日，一個低壓在印度尼西亞附近形成，美國海軍研究實驗室給予擾動編號99S。晚間10時，澳大利亞國家氣象局將其升格為熱帶低氣壓，給予編號22U。
4月1日晚間9時，聯合颱風警報中心將其升格為熱帶低氣壓。
4月2日上午9時，聯合颱風警報中心將其降格為熱帶擾動。晚間9時，聯合颱風警報中心將其再度升格為熱帶低氣壓。
4月4日晚間8時，聯合颱風警報中心將其升格為熱帶風暴，給予熱帶氣旋編號26S。晚間9時，澳大利亞國家氣象局將其升格為一級熱帶氣旋。
4月5日凌晨4時，雅加達熱帶氣旋警告中心將其命名為塞羅哈（Seroja）。下午2時，澳大利亞國家氣象局將其升格為二級熱帶氣旋。
4月6日晚間8時，澳大利亞國家氣象局將其降格為一級熱帶氣旋。
4月9日晚間9時，澳大利亞國家氣象局將其再度升格為二級熱帶氣旋。
4月11日凌晨4時，聯合颱風警報中心將其升格為一級熱帶氣旋。
4月11日下午2時，澳大利亞國家氣象局將其升格為三級熱帶氣旋。晚間8時，澳洲國家氣象局表示強烈熱帶氣旋塞羅哈澳大利亞卡爾巴里鎮登陸。
4月12日凌晨12時，澳大利亞國家氣象局將其降格為二級熱帶氣旋。同時，聯合颱風警報中心發布最終警告。上午7時，澳大利亞國家氣象局將其降格後熱帶氣旋。

## 外部連結
- 澳大利亞氣象局 （页面存档备份，存于）
- 聯合颱風預警中心 （页面存档备份，存于）
- 雅加達熱帶氣旋預警中心（页面存档备份，存于） （印尼語）
- 巴布亞紐幾內亞國家氣象局 （页面存档备份，存于）